# Фаррукхабад
Фаррукхабад (англ. Farrukhabad, гінді फ़र्रुख़ाबाद, урду فرّخ آباد) — муніципалітет в індійському штаті Уттар-Прадеш, розташований на березі Гангу, адміністративний центр округу Фаррукхабад. Повна назва муніципалітету «Фаррукхабад-кум-Фатехґарх» (Farrukhabad-cum-Fatehgarh), він складається з двох міст, Фаррукхабад і Фатехґарх, обидва були засновані у 1714 році під час могольського панування. 14 листопада 1804 року біля міста відбулася битва при Фаррукхабаді між силами Британської Ост-Індської імперії та Маратхської конфедерації.
| Індія | Це незавершена стаття з географії Індії. Ви можете допомогти проєкту, виправивши або дописавши її. |